# Antibabypille

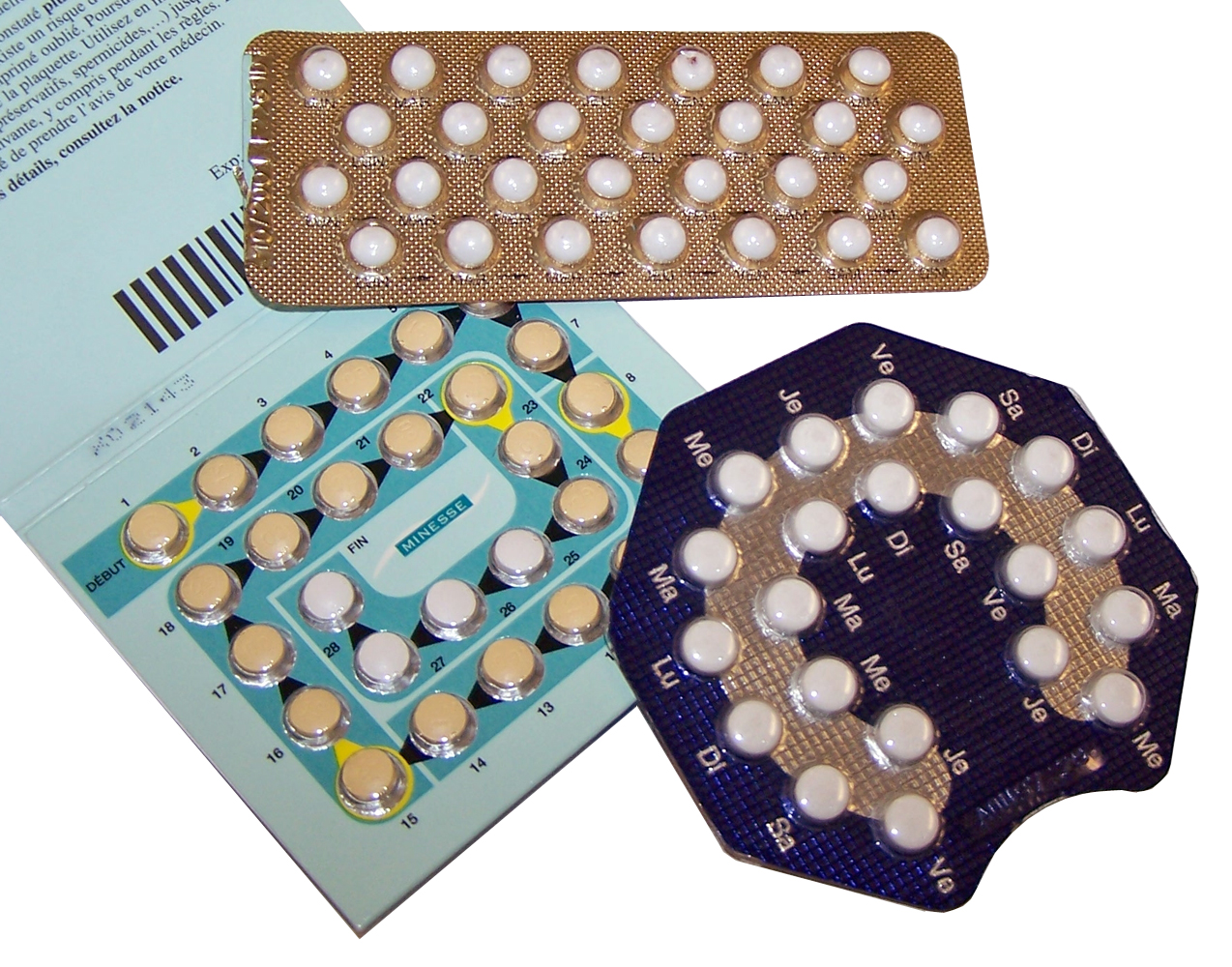
Beispiele verschiedener Monatspackungen

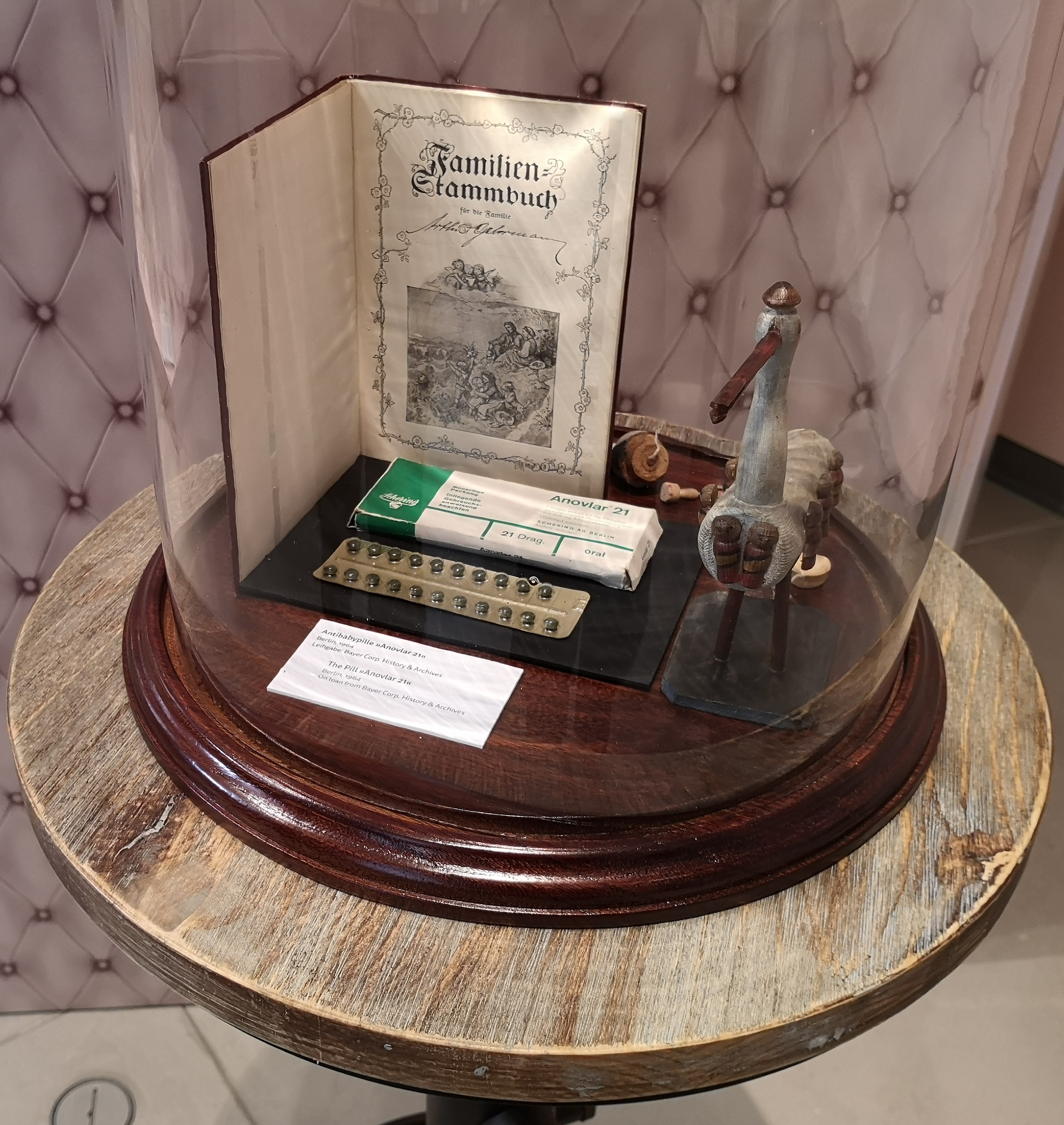
Die erste Antibabypille im Museum Europäischer Kulturen in der Sonderausstellung Hochzeitsträume

Die sogenannte Antibabypille, auch als Verhütungspille und kurz Pille bezeichnet, ist ein hormonelles Verhütungsmittel (Kontrazeptivum) zur Einnahme. Die Wirkung entsteht durch eine Unterdrückung des Eisprungs (Ovulationshemmung).
Es handelt sich um ein regelmäßig einzunehmendes Hormonpräparat, das synthetische weibliche Hormone, ein Östrogen und ein Gestagen, in unterschiedlicher Zusammensetzung und Dosis enthält. Sie verhindern die Reifung der Eizelle und somit den monatlichen Eisprung. Bei korrekter Anwendung ist die Antibabypille eines der sichersten Mittel gegen unbeabsichtigte Empfängnis. Der Pearl-Index der Methodensicherheit (bei idealer Anwendung) liegt bei 0,3, wonach von 1000 Frauen, die mit der Pille verhüten, innerhalb eines Jahres etwa 3 schwanger werden. Der Pearl-Index der Gebrauchssicherheit (Praxiswert) liegt nach unterschiedlichen Studien zwischen 1 und 8.
Die Antibabypille wurde seit Ende der 1960er und insbesondere während der ersten Hälfte der 1970er Jahre in den Industriestaaten das am häufigsten verwendete Mittel zur Verhütung einer Schwangerschaft und erreichte nach Lockerung der ärztlichen Verordnungspraxis ab 1970 in Westdeutschland im Jahr 1976 mit 32,8 % Pillennutzerinnen im gebärfähigen Alter ihren Maximalwert.

## Bezeichnung
Die Bezeichnung „Antibabypille“ war in Westdeutschland schon bald nach der Einführung gebräuchlich und erschien auch in Presseschlagzeilen. 1964 kritisierte die Bundesregierung in einer Fragestunde den Gebrauch der Bezeichnung „Antibaby-Pille“ als „grob anstößig“ und „sprachlichen Missbrauch“. Auch einige Ärzte äußerten sich missbilligend.
Anfangs lehnten viele Ärzte es ab, sie zu verschreiben. Der Chemiker und Schriftsteller Carl Djerassi, der 1951 die Pille mitentwickelt hatte, kritisierte ebenfalls die Bezeichnung „Antibabypille“, da die Pille kein Mittel gegen Babys sei, sondern ein Mittel für die Unabhängigkeit und Selbstbestimmung der Frau.
In der DDR versuchte man, basierend auf einem Vorschlag des Sozialhygienikers Karl-Heinz Mehlan, den Terminus „Wunschkindpille“ zu etablieren, dem man eine positivere Konnotation zuschrieb als dem im Westen verwendeten Wort „Antibabypille“. Er setzte sich nicht dauerhaft durch. Das im Englischen verwendete „Contraceptive pill“ bzw. im Französischen „Pilule contraceptive“ entspricht der deutschen Bezeichnung „Verhütungspille“ beziehungsweise Kontrazeptivum (Mittel zur Kontrazeption; Kontrazeption ist ein Kofferwort aus kontra (gegen) und Konzeption (Empfängnis)).
Aus galenischer Sicht ist die Bezeichnung als Pille unzutreffend. Pillen waren bereits in den 60er Jahren eine zunehmend ungebräuchliche Arzneiform, es handelt sich bei den sogenannten Antibabypillen, die heute auf dem Markt erhältlich sind, um Filmtabletten, Tabletten und überzogene Tabletten (Dragees).

## Geschichte

### Entwicklung und Vermarktung

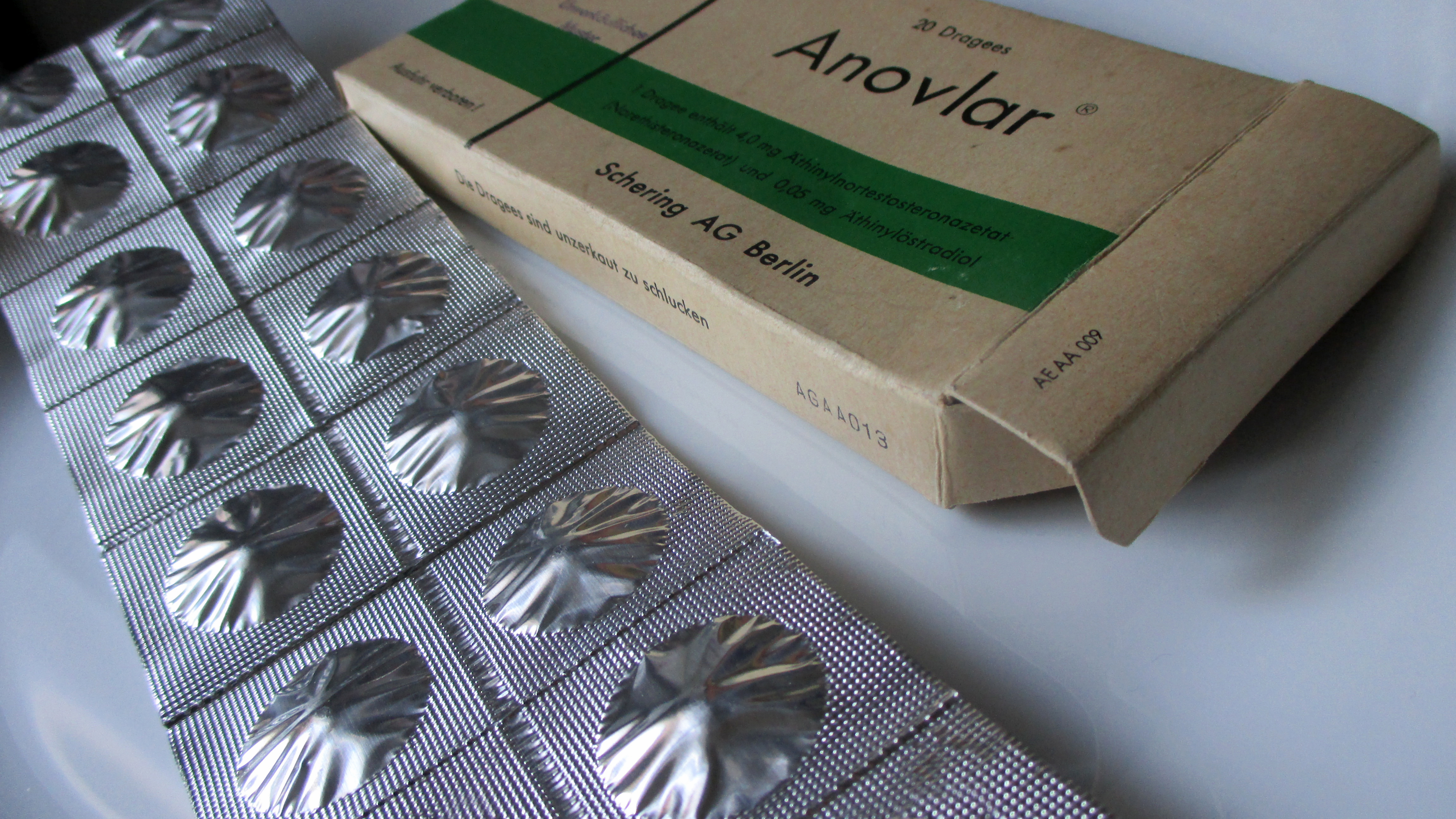
Die Pille Anovlar – 1961

1921 publizierte der Innsbrucker Physiologe Ludwig Haberlandt als Erster ein Konzept der hormonellen oralen Kontrazeption. Bevor er seine Entdeckungen praktisch umsetzen konnte, starb Haberlandt 1932 im Alter von 47 Jahren.
Zu den Vätern der Antibabypille gehört der Gynäkologe Carl Clauberg, der im Rahmen seiner Medizinversuche in Block 10 des Konzentrationslagers Auschwitz in Zusammenarbeit mit der Schering-Kahlbaum AG unter anderem Hormonpräparate entwickelte.
Am 21. Januar 2020 sendete Arte den Film Medizinversuche in Auschwitz, der im Jahr zuvor unter der Regie von Sonya Winterberg und Sylvia Nagel entstand und über Clauberg und die Frauen von Block 10 – so der Untertitel – berichtete:

„Carl Clauberg war damals einer der weltweit führenden Reproduktionsmediziner, ein ehrgeiziger, aufstrebender Arzt, der sich in den Dienst des NS-Regimes stellte, um wissenschaftlich Karriere zu machen. Mit seinen Forschungen schuf er die Grundlagen für die Antibabypille, seine Arbeiten zur Geburtenregelung und Unfruchtbarkeit sind bis heute Teil des medizinischen Kanons – ohne jedoch den Bezug zu seinen Medizinversuchen in Auschwitz herzustellen.“

Im Jahr 1951 synthetisierten die Chemiker Carl Djerassi, Luis E. Miramontes und George Rosenkranz als Forscher des Pharmazieunternehmens Syntex mit Norethisteron die erste oral verabreichte synthetische Variante von Gestagen. Mit Norethynodrel des für Searle tätigen Frank B. Colton folgte kurz darauf ein zweites. Auf dieser Grundlage entwickelten Gregory Pincus und John Rock, unterstützt durch die Frauenrechtlerin Margaret Sanger, das Präparat Enovid (Norethynodrel/Mestranol), das Searle ab 1957 zunächst  gegen Menstruationsbeschwerden vermarktete.
Zuvor testeten sie das Medikament in San Juan in Puerto Rico an Bewohnerinnen der dortigen Slums. Über 200 der zumeist armen und kinderreichen Frauen meldeten sich freiwillig; das Medikament wurde kostenlos abgegeben.
Am 23. Juni 1960 erfolgte dann durch die Food and Drug Administration (FDA) die offizielle Zulassung als Verhütungsmittel und am 18. August kam Enovid in den USA als erste Antibabypille auf den Markt. Ihre erste Antibabypille Anovlar (Norethisteron/Ethinylestradiol) brachte die Schering AG zuerst am 1. Januar 1961 in Australien und am 1. Juni des gleichen Jahres in Westdeutschland und West-Berlin auf den Markt. Deren Zusammenstellung basierte auf Untersuchungen des belgischen Gynäkologen Ferdinand Peeters. Im Vergleich zu Enovid war dieses Medikament deutlich zuverlässiger und zeigte weniger Nebenwirkungen.
Die Antibabypille war nach ihrer Markteinführung derart revolutionär und wurde gesellschaftlich und politisch so wenig akzeptiert, dass sie bis Ende der 1960er Jahre in Westdeutschland nur von sehr wenigen Ärzten und auch von diesen nur mit großer Zurückhaltung und ausschließlich als Mittel zur Behebung von Menstruationsstörungen und zudem nur an verheiratete Frauen verschrieben wurde, die schon drei oder vier Kinder hatten und über 30 Jahre alt waren. So lag der Anteil der hormonell verhütenden Frauen Ende 1964 noch unter 0,3 % und 1965/66 bei 1 bis 2 %.
Nach Veröffentlichung einer Studie der FDA in den USA, über die der Spiegel im Oktober 1966 erstmals der Öffentlichkeit berichtete, setzte in Westdeutschland 1967/68 die verstärkte Presseberichterstattung über Sexualität allgemein und Empfängnisverhütung im Besonderen ein. Dennoch war es für die meisten Frauen sehr „schwierig … in den vermeintlich so wilden 68ern … an die Pille zu kommen“, weil die meisten Ärzte sich damals kaum mit hormonellen Verhütungsmitteln auskannten, diese wegen medizinischer und moralischer Bedenken auch ablehnten und die Pille deshalb zunächst nur äußerst restriktiv an verheiratete Frauen verschrieben (s. o.), die ohnehin schon mehrere Kinder hatten und über 30 waren. Zudem erschütterte der Contergan-Skandal, über den mit Beginn des Contergan-Prozesses im Mai 1968 intensiv in den Medien berichtet wurde, sowie Berichte über krebsauslösende Wirkungen bestimmter Wirkstoffkombinationen der Antibabypille im Tierversuch 1969 das Vertrauen der Öffentlichkeit in die Arzneimittelsicherheit und die Zuverlässigkeit der Risikostudien und führten zur Zurückziehung einer Reihe von hormonellen Verhütungspräparaten und einem zeitweiligen Rückgang des Interesses an der hormonellen Schwangerschaftsverhütung.
Erst Ende 1970 lockerte die Ärzteschaft – nach Entwarnung durch neue positive Studienergebnisse bzgl. Krebs- und Thrombose-Risiken und der darauf erfolgenden Veröffentlichung der „Leitsätze zur Verordnung oraler Ovulationshemmer“ und breitangelegte Schulungsangebote für die Ärzteschaft durch die Ärztekammer – ihre restriktive Haltung gegenüber der Pille. Danach begann der Absatz hormoneller Verhütungsmittel rasant zu steigen auf 25,6 % Ende 1971 und erreichte im Jahr 1976 in Westdeutschland mit einem Anteil von 32,8 % Frauen, die mit der Pille verhüteten, den damaligen Höchstwert.
In der Zweiten Frauenbewegung der 1970er Jahre wurde in Westdeutschland die Pille kritisch diskutiert und es bildete sich eine ablehnende Haltung heraus.
An der Einführung und Verbreitung der Pille in der DDR waren neben den Entscheidungsgremien in der SED-Führung und in den Fachministerien auch die pharmazeutische Industrie, Gesundheitsbehörden wie etwa die Sexual- und Familienberatungsstellen, Frauenärzte und Kirchenvertreter beteiligt. Sie wurde 1965, initiiert von Karl-Heinz Mehlan unter dem Namen Ovosiston eingeführt und auch als „Wunschkindpille“ bezeichnet. Ab Einführung des Rechts auf Schwangerschaftsabbruch in der DDR 1972 wurde sie kostenlos abgegeben (§ 4 Absatz 2 Gesetz über die Unterbrechung der Schwangerschaft), um ungewollte Schwangerschaften von vornherein zu vermeiden (dennoch war die Zahl der Schwangerschaftsabbrüche in der DDR hoch).

### Moralische Standpunkte
Die Antibabypille war umstritten und kollidierte mit den damaligen Moralvorstellungen. Wie schon die Vorläufer in den USA führte Schering sie daher als „Mittel zur Behebung von Menstruationsstörungen“ ein. Die empfängnisverhütende Wirkung wurde beiläufig mit dem Satz „Während der künstlichen anovulatorischen Zyklen tritt keine Konzeption ein.“ erwähnt. Die Pille wurde zunächst nur verheirateten Frauen verschrieben.
Manche Konfessionen, etwa die römisch-katholische Kirche, lehnen die Verwendung künstlicher Verhütungsmethoden grundsätzlich ab. In der Enzyklika Humanae vitae (über die Weitergabe menschlichen Lebens) vom 25. Juli 1968 legte Papst Paul VI. dar, dass vor dem Hintergrund der Beachtung des natürlichen Sittengesetzes „jeder eheliche Akt von sich aus auf die Erzeugung menschlichen Lebens hingeordnet bleiben“ müsse.

### Auswirkungen auf die Gesellschaft
Der Economist bezeichnete die Antibabypille als die Erfindung, die das 20. Jahrhundert maßgeblich prägte. 1965, fünf Jahre nach der Erstzulassung, wurde sie in den USA bereits von 41 % der verheirateten Frauen unter 30 Jahren verwendet. Durch das Urteil Griswold v. Connecticut des Obersten Gerichtshofs der USA wurde 1965 Empfängnisverhütung als Grundrecht für Verheiratete anerkannt. Erst 1972 wurde durch die Entscheidung im Fall Eisenstadt v. Baird auch unverheirateten Frauen in den USA der Zugang ermöglicht. 1976 verhüteten in den USA drei Viertel der 18- und 19-jährigen Frauen mit oralen Kontrazeptiva. Mit der Einführung der Antibabypille ist ein markanter Abfall der Geburtenraten in vielen Industriestaaten zu beobachten, der oft als „Pillenknick“ beschrieben wird.

### Verbreitung und rückläufige Nutzungszahlen
Nach einer Untersuchung der Bundeszentrale für gesundheitliche Aufklärung (BZgA) für das Jahr 2018 sind Pille und Kondom die am meisten genutzten Kontrazeptiva in Deutschland. Von den sexuell aktiven Erwachsenen gaben 47 Prozent an, mit der Antibabypille zu verhüten (Rückgang um sechs Prozentpunkte seit 2011), während das Kondom mit 46 Prozent fast genauso häufig verwendet wurde (Anstieg um neun Prozentpunkte seit 2011). Insbesondere die 18- bis 30-Jährigen haben zu dieser Entwicklung beigetragen, da bei ihnen die Pillennutzung zwischen 2011 und 2018 von 72 auf 56 Prozent (Rückgang um 16 Prozentpunkte) gesunken ist.
Das Verhütungsverhalten Heranwachsender unter 18 Jahren wurde von der BZgA separat ermittelt. In dieser Altersgruppe nutzen mittlerweile 77 Prozent beim „ersten Mal“ ein Kondom, während nur noch 30 Prozent der Befragten (2018) angaben, die Pille zu nutzen, was einen Rückgang um 15 Prozentpunkte gegenüber 2014 (45 Prozent) bedeutet.
Wie neben dem Deutschen Ärzteblatt verschiedene Quellen angeben, gingen die Verordnungszahlen für die Pille in den 2010er-Jahren deutlich zurück. Ob dies auf die Angst vor Nebenwirkungen oder auf ein geändertes Sexualverhalten zurückzuführen ist, lässt sich laut Techniker Krankenkasse aus den Zahlen nicht ableiten, aber generell geht man von einer zunehmend kritischen Einstellung gegenüber hormoneller Kontrazeption aus und auch von einem gestiegenen Bewusstsein dafür, dass es sich bei der Pille um kein Lifestyle-Präparat handelt, sondern dass sie in den Hormonhaushalt eingreift und auch Nebenwirkungen haben kann.
Aufgrund der Tatsache, dass zahlreiche Frauen die Anti-Baby-Pille über Jahre oder Jahrzehnte einnehmen, werden Langzeitnebenwirkungen und weniger bekannte Nebenwirkungen mittlerweile gründlicher wissenschaftlich erforscht. So fand man in einer an der Universität Greifswald durchgeführten Studie von 2019 heraus, dass die Einnahme der Pille die Emotionsverarbeitung ihrer Anwenderinnen beeinflussen kann. Frauen, die die Pille einnahmen, hatten demnach mehr Probleme beim Erkennen emotionaler Gesichtsausdrücke, insbesondere bei solchen, die generell schwierig zu erkennen waren. Da es sich um eher subtile Einschränkungen handelte, sei es fraglich, ob diese sich negativ auf das Sozialverhalten der Betroffenen auswirken.

## Wirkungsmechanismus
Die meisten Antibabypillen enthalten das künstliche Östrogen Ethinylestradiol, das mit einem Wirkstoff aus der Gruppe der synthetischen Gestagene kombiniert wird (Kombinationspräparat). Eine Pille ohne Östrogene ist die sogenannte „Minipille“.
Östrogene und Gestagene werden natürlicherweise im Körper der Frau gebildet. Sie regeln den Ablauf der Menstruationszyklen und den Verlauf einer Schwangerschaft. Östrogene fördern die Eireifung im Eierstock (Ovar), den Follikelsprung (Ovulation) und damit die Bereitschaft zur Empfängnis. Die Östrogene im Ovarialfollikel erhöhen dessen FSH-Rezeptordichte. Die Erhöhung der FSH-Empfindlichkeit am 6. Zyklustag führt zur Selektion des rezeptorstärksten Follikels zum sog. Leitfollikel. Durch die LH-Rezeptordichteerhöhung in den Granulosazellen wird durch vermehrte Progesteronbildung die Luteinisierung und damit der zweite Abschnitt des Zyklus eingeleitet.
Jetzt hemmt das ansteigende Östrogen durch negative Rückkopplung die FSH-Ausschüttung in der Hypophyse und senkt dadurch seine eigene Produktion in den nicht-dominanten Follikeln wieder. Dadurch stauen sich die Vorstufen der Östrogene, die auch als sog. „Präkursoren“ bezeichnet werden, also die Androgene wie Testosteron und Androstendion, in diesen Follikel an und führen letztendlich zu deren Absterben, der sog. Follikelatresie. Die Östrogene erhöhen die LH-Ausschüttung in der Hypophyse und führen zu einem Anstieg der Androgen- und Östrogenproduktion, was auch positive Rückkopplung genannt wird, die im sogenannten „LH-Peak“ am 14. Tage kulminiert und etwa 10 Stunden später zur Ovulation führt.
Ist es zur Befruchtung einer Eizelle (Oozyte) durch eine Samenzelle (Spermium) und nachfolgend zu einer Einnistung in der Gebärmutterschleimhaut gekommen, wird der Gelbkörper durch das von der Blastozyste gebildete HCG dazu veranlasst, weiterhin Gestagen herzustellen, was die Reifung einer neuen Eizelle unterbindet und einen weiteren Eisprung verhindert. Die Abstoßung der Gebärmutterschleimhaut wird unterdrückt und die Blastozyste kann zum Embryo heranwachsen. Das Gestagen erhält die Schwangerschaft: Es verdickt etwa den Schleim, der den Gebärmuttermund (die Cervix uteri) verschließt, so dass er für Spermien undurchlässig wird, und verändert den Aufbau der Gebärmutterschleimhaut, so dass sich kein weiteres Ei mehr einnisten kann.

### Kombinationspräparate
Das in der Antibabypille enthaltene Östrogen senkt die Sekretion von FSH, das für die Reifung der Follikel zuständig ist. Auf diese Weise unterdrückt es den Eisprung, da der fein abgestimmte, oben beschriebene Mechanismus der Follikulogenese nicht mehr ablaufen kann und die Reifung zum Stillstand kommt. Das Gestagen verhindert die Befruchtung, sollte es doch zu einem Eisprung gekommen sein, sowie die Einnistung einer befruchteten Eizelle, die diesfalls abstirbt. Mit den meisten „Pillen“ wird ein regelmäßiger „Zyklus“ herbeigeführt, indem nach 21 Tagen Tabletteneinnahme 7 Tage lang entweder keine Tablette oder aber eine wirkstofffreie Tablette eingenommen wird.
Die letzte Variante hat zur Folge, dass – der Einfachheit halber – jeden Tag eine Tablette genommen wird und die Einnahmepause nicht versehentlich länger als 7 Tage dauert, wodurch kein Schutz vor Empfängnis mehr gegeben wäre. Weil in der Einnahmepause keine Hormone zugeführt werden, wird die aufgebaute Gebärmutterschleimhaut nicht aufrechterhalten, und es kommt zu einer Entzugsblutung (Abbruchblutung). Da die Abbruchblutung vielfach schwächer ausgeprägt ist als die Menstruation, wird die Antibabypille auch zur Behandlung einer starken Regelblutung (Hypermenorrhoe) bei gleichzeitiger Empfängnisverhütung eingesetzt. 
Die ersten Antibabypillen enthielten hohe Dosen der Hormone. Heutzutage haben niedriger dosierte „Pillen“ (Mikropille) die gleiche Sicherheit und weisen geringere Nebenwirkungen auf. Man unterscheidet Präparate mit:
- monophasischer Kombination (fixer Kombination): Östrogen- und Gestagenkomponente sind in allen wirkstoffhaltigen Tabletten unverändert dosiert
- bi- oder triphasischer Kombination (sequenzieller Kombination): die Östrogen- und Gestagendosis variiert in zwei oder drei Phasen innerhalb des monatlichen Einnahmezyklus[2]

Neben dem konservativen Einnahmeschema kommt zunehmend die Einnahme im Langzeitzyklus zur Anwendung. Hierbei werden wirkstoffhaltige Tabletten durchgehend genommen und es kommt zu keiner Entzugsblutung mehr.
Dies kann z. B. für Frauen mit starken Menstruationsbeschwerden eine Verbesserung bewirken. Eine Übersicht über 12 Langzeitstudien zeigt keine signifikanten Unterschiede zwischen Langzeitzyklus und konservativer Einnahme, mit Ausnahme der verringerten Menstruationsbeschwerden wie Menstruationsschmerzen, Müdigkeit, Scheidenreizung oder Blähungen bei Einnahme in Langzeitzyklen. Für den Langzeitzyklus eignen sich niedrig dosierte Einphasenpräparate (Mikropillen) bei denen die Hormondosis von Östrogen und Gestagen in jeder Pille konstant ist.

### Einzelstoffpräparate
Die östrogenfreie Minipille wirkt in erster Linie über eine Verdickung des Schleims, der den Gebärmuttermund verschließt. Bei Präparaten mit dem Wirkstoff Levonorgestrel muss das Einnahmeintervall von 24 Stunden sehr genau eingehalten werden. Ab einer Verschiebung der Einnahme um mehr als drei Stunden gilt die empfängnisverhütende Wirkung als nicht mehr gewährleistet. Neuere Minipillen mit dem Wirkstoff Desogestrel verhindern zusätzlich den Eisprung und erlauben auch Abweichungen von bis zu 12 Stunden vom 24-Stunden-Einnahmeschema.
Minipillen mit dem Wirkstoff Drospirenon weisen zudem eine im Vergleich reduzierte Anzahl an Blutungs- und Spotting-Tagen auf.
Unter niedrig dosierten Gestagenpräparaten kann es in einigen Fällen zum Eisprung kommen („Durchbruchsovulation“). Die Befruchtung der Eizelle wird in diesen Fällen durch das zähere Sekret des Gebärmutterhalses verhindert, der von den Spermien nicht durchdrungen werden kann.

## Pharmakoepidemiologie der Antibabypille
Aus mehreren bevölkerungsrepräsentativen Studien, die von 1984 bis 1999 durchgeführt wurden, liegen für Gesamtdeutschland umfassende Daten zur Pharmakoepidemiologie der Anwendung von Kontrazeptiva vor. Die Daten dieser langfristig geplanten Bundes-Gesundheitssurveys ermöglichen auch, die Anwendung der Antibabypille im Zusammenhang mit klinisch-chemischen Kenngrößen der Anwenderinnen darzustellen.

## Anwendungsgebiete
Neben der Verwendung als Verhütungsmittel wird die Antibabypille auch gegen Menstruationsbeschwerden, für eine geregelte Abbruchblutung, gegen Akne oder gegen übermäßige Körperbehaarung (Hypertrichose) verschrieben.

## Kosten und Kostenübernahme

### Deutschland
Die „Pille“ kostete in Deutschland 2019 zwischen knapp fünf und 22 Euro pro Monat, abhängig von Präparat und Packungsgröße.
Alle privat versicherten Frauen müssen die Kosten für Verhütungsmittel selbst tragen. Für gesetzlich versicherte Frauen bis zum vollendeten 22. Lebensjahr (bis 28. März 2019 bis zum vollendeten 20. Lebensjahr) übernehmen die Krankenkassen die Kosten für alle verschreibungspflichtigen Verhütungsmittel – auch für die Pille. Frauen über der Altersgrenze müssen ansonsten Verhütungsmittel selbst bezahlen. Ausnahmen gelten bei Vorhandensein einer Zusatzindikation, z. B. Akne oder Hirsutismus oder während einer Behandlung mit fruchtschädigenden Medikamenten wie Methotrexat oder Thalidomid oder falls aus anderen medizinischen Gründen eine Schwangerschaft nicht vertretbar ist.

### USA
Anfang 2012 brachte das Kabinett Obama ein Gesetz ein, wonach Krankenversicherungen verpflichtet sind, die Pille zu bezahlen. Daraufhin gab es einen Eklat bei katholischen Institutionen und anderen, die die Pille aus religiösen Gründen ablehnen: Das Gesetz verletze das Verfassungsrecht auf Religionsfreiheit.
Einige republikanische Kandidaten, die Spitzenkandidaten der Republikaner bei der Präsidentschaftswahl 2012 werden wollten, benutzten das Thema zur Profilierung.
Obama modifizierte im Februar 2012 das Gesetz, wonach nunmehr die Kosten direkt von den Krankenversicherern übernommen werden. US-Präsident Donald Trump änderte die Regelung im Oktober 2017: sämtliche Arbeitgeber des Privatsektors sind seitdem nicht mehr dazu verpflichtet, einen Krankenversicherungsschutz anzubieten, der die Pille und andere Verhütungsmittel einschließt.

## Nebenwirkungen

### Allgemein
Die Pille kann zu Nebenwirkungen wie Übelkeit, Erbrechen, Gewichtszunahme, Migräne, Spannungsgefühlen in den Brüsten, Stimmungsveränderungen und zur Absenkung der Libido führen. In seltenen Fällen können schwerere Nebenwirkungen wie Bluthochdruck, Störungen der Leberfunktion und Thrombosen auftreten.

### Thrombosen
Eine bekannte Nebenwirkung der Anwendung kombinierter oraler Kontrazeptiva ist das Auftreten venöser thromboembolischer Ereignisse (VTE), auf die in den Produktinformationen hingewiesen wird. Das Risiko ist erhöht bei Antibabypillen mit bestimmten Progestagenen der 3. und 4. Generation gegenüber solchen, die Norethisteron oder Levonorgestrel enthalten. Schon innerhalb einiger Jahre nach Markteinführung von Antibabypillen mit dem seinerzeit neuen Wirkstoff Drospirenon im Jahr 2000 waren diese in den Verdacht geraten, das Thromboserisiko stärker zu erhöhen als ältere Präparate.
Im Januar 2014 veröffentlichte die Europäische Arzneimittel-Agentur (EMA) das Ergebnis eines Risikobewertungsverfahrens für kombinierte orale Kontrazeptiva, die Desogestrel, Gestoden, Norgestimat, Etonogestrel, Drospirenon, Dienogest, Chlormadinon, Nomegestrol oder Norelgestromin enthalten. Demzufolge betrage das geschätzte Risiko für ein Auftreten venöser thromboembolischer Ereignisse pro 10.000 Frauen pro Jahr:
- Circa 5 bis 7 Fälle bei Frauen, die eine Kombination nehmen, die Levonorgestrel, Norgestimat oder Norethisteron enthält,
- Circa 6 bis 12 Fälle bei Frauen, die eine Kombination nehmen, die Etonogestrel oder Norelgestromin enthält,
- Circa 9 bis 12 Fälle bei Frauen, die eine Kombination nehmen, die Gestoden, Desogestrel oder Drospirenon enthält.

Die verfügbaren Daten zu Kombinationspräparaten, die Chlormadinon, Dienogest oder Nomegestrol enthalten seien nicht hinreichend, um das Risiko einschätzen zu können. Zum Vergleich: Bei Frauen, die keine oralen Kontrazeptiva anwenden (Nichtanwenderinnen) und nicht schwanger sind, treten jährlich etwa zwei Fälle von VTE pro 10.000 Frauen auf.
Im Dezember 2018 wurde nach einer neuen Studienauswertung auch das Risiko für Dienogest-Ethinylestradiol-Kombinationen beziffert, welches auf 8 bis 11 Fälle pro 10.000 Frauen pro Jahr geschätzt wird und somit gegenüber Antibabypillen der ersten Generation ebenfalls leicht erhöht sei.
Das Risiko ist insbesondere in den ersten drei Monaten nach Beginn der Einnahme erhöht. Zur Verminderung des Thromboserisikos wird generell eine Antibabypille mit geringer Östrogendosis, z. B. weniger als 50 µg Ethinylestradiol, empfohlen. In einer Metaanalyse aus dem Jahr 2013 wurde kein Unterschied zwischen Präparaten, die Levonorgestrel und entweder 20 oder 30 µg Ethinylestradiol enthalten, festgestellt. Die Kombination von Levonorgestrel mit 50 µg Ethinylestradiol jedoch führt zu einer Erhöhung des Risikos einer venösen Thrombose um das 5,2-fache und stellt damit die ungünstigste Wirkstoffkombination dar.
Auch höhere Dosen von Ethinylestradiol in Kombination mit Desogestrel war mit einem deutlich höheren venösen Thromboembolierisiko verbunden.

### Brustkrebs
In einer 2017 publizierten, großangelegten Studie (beobachtet wurden alle dänischen Frauen im Alter von 15 bis 49 Jahren ohne vorheriger Thrombose oder Krebserkrankung, insgesamt 1,8 Millionen Frauen, über durchschnittlich 10,8 Jahre) wurde festgestellt, dass das Risiko, an Brustkrebs zu erkranken, bei Verwendung der Pille im Schnitt um 20 % über dem Risiko von Frauen lag, die dieses Verhütungsmittel nicht verwendeten. Dabei stieg das Über-Risiko von 9 % nach einem Jahr Verhütung mittels Pille auf 38 % nach mehr als zehn Jahren an.
Auch nach dem Absetzen der Pille war das Risiko bei Frauen, die sie fünf Jahre oder länger verwendet hatten, weiterhin erhöht.

### Psychische Wirkungen
Schon vor 50 Jahren wurde publiziert, dass die Antibabypille Stimmungsschwankungen hervorrufen könne und im Beipackzettel werden neben Stimmungsveränderungen auch Depressionen als mögliche Nebenwirkungen aufgeführt. Schwere Depressionen wiederum sind ein allgemein bekannter Risikofaktor für suizidales Verhalten und Suizid. 2018 veröffentlichte eine dänische Arbeitsgruppe die Ergebnisse einer Studie, in welcher sie Suizide und Suizidversuche im Zusammenhang mit der Anwendung hormoneller Verhütungsmittel an einer ca. halben Million in Dänemark lebender Frauen ab dem Alter von 15 Jahren untersucht hatte. Demzufolge zeigten sowohl aktuelle als auch frühere Anwenderinnen im Vergleich zu Nichtanwenderinnen ein erhöhtes Risiko für einen erstmaligen Suizidversuch, jüngere hatten ein höheres Risiko als ältere Anwenderinnen. Das Risiko von Suizidversuchen stieg nach Beginn der Anwendung innerhalb der ersten Wochen an und lag für orale kombinierte hormonale Kontrazeptiva im ersten Jahr der Anwendung etwa doppelt so hoch wie bei Nichtanwenderinnen.
In den folgenden Jahren nahm das Risiko langsam ab. In der Folge wurde auf Empfehlung des EMA-Ausschusses ein neuer Warnhinweis in die Fach- und Gebrauchsinformation von Antibabypillen aufgenommen, auch wenn die Überprüfung durch den Pharmakovigilanzausschuss der Europäischen Arzneimittel-Agentur ergeben hatte, dass aufgrund methodischer Einschränkungen der Studie ein kausaler Zusammenhang nicht eindeutig belegt sei. Der Berufsverband der Frauenärzte und die Deutschen Gesellschaft für Gynäkologie und Geburtshilfe kritisierten die dänische Studie wegen „erheblicher methodischer Fehler“.
Der Warnhinweis soll jedoch Angehörige der Heilberufe dafür sensibilisieren, ihre Patientinnen entsprechend aufzuklären und die Patientin informieren, beim Auftreten von Stimmungsänderungen und depressiven Symptomen ihren Arzt aufzusuchen.

## Gegenanzeigen
Die „Pille“ ist nicht geeignet für Frauen mit vorausgegangenen oder bestehenden thromboembolischen Erkrankungen (dazu zählen genetische Dispositionen wie beispielsweise eine Faktor-V-Leiden-Mutation und beispielsweise Thrombosen der tiefen Beinvenen, Lungenembolien sowie Schlaganfälle), Frauen mit akuten oder chronischen Lebererkrankungen und Frauen, die unter schwer behandelbarem Bluthochdruck oder schwerem Diabetes mellitus (Zuckerkrankheit) mit Gefäßveränderungen leiden.
Frauen, die über 35 Jahre alt sind oder rauchen, wird empfohlen, sich ärztlich beraten zu lassen, bevor sie sich für die Pille entscheiden.

## Wirkungsbeeinträchtigung
Durchfall und Erbrechen können die Wirksamkeit der Pille vermindern. Vorsicht ist geboten, wenn zusätzlich zur Pille andere Medikamente eingenommen werden. Unter anderem können folgende Arzneimittel die Wirksamkeit der Pille beeinträchtigen:
Antibiotika, Echtes Johanniskraut, Antiepileptika wie zum Beispiel Carbamazepin, Antazida (Arzneimittel zur Bindung von Magensäure), Modafinil (insbesondere für Mini- und Mikropille) und Schlankheitspräparate (deren Wirkung auf der Bindung von Nahrungsfetten basiert).

## Veränderung der Krebsrisiken
Im Jahr 2003 fanden Valerie Beral u. a. von der Cancer Research UK Epidemiology Unit in Oxford Hinweise darauf, dass die längerfristige Einnahme der Antibabypille bei Frauen das relative Risiko für die Entstehung von Gebärmutterhalskrebs erhöhen kann. Werde die Pille fünf bis zehn Jahre lang eingenommen, steige so das Risiko für Gebärmutterhalskrebs auf das Eineinhalbfache, werde sie zehn Jahre und länger eingenommen, auf das Doppelte.
Diese Steigerung sei unabhängig von anderen Risikofaktoren, etwa dem Rauchen und einem promisken Lebenswandel, der die Gefahr der Infektion mit einem Papillomvirus erhöht. Frauen, die mit Papillomviren infiziert sind, vergrößerten ihr ohnehin schon erhöhtes Risiko durch die Pille noch weiter. Nach zehn Jahren erhöhe es sich auf das Dreifache. Werde die Pille abgesetzt, sinke das Risiko zwar wieder, aber man wisse bislang nicht, in welchem Umfang. Studien aus dem Jahr 2005 bestätigten diese Nebenwirkungen, jedoch gibt es auch dem widersprechende Studien.
Daneben fördert die Antibabypille Studien zufolge das Risiko, an Brustkrebs zu erkranken. Ein Zusammenhang zwischen oralen Kontrazeptiva und anderen Krebsarten wird diskutiert, ohne dass bisher eindeutige Ergebnisse vorliegen.
Das Risiko der Krebsentstehung des Ovarialkarzinoms wird durch die langjährige Einnahme von oralen Verhütungsmitteln hingegen auf die Hälfte verringert. Umfassende epidemiologische Daten liefert dazu die Nurses’ Health Study in den USA (läuft seit 1976).
Auf der Grundlage der bisher veröffentlichten Forschungsergebnisse hat die International Agency for Research on Cancer der Weltgesundheitsorganisation im Sommer 2005 geschlussfolgert, dass die Pille die Wahrscheinlichkeit für einige Krebsarten senke, die Wahrscheinlichkeit an anderen Krebsarten zu erkranken hingegen erhöhe und dass es möglich sei, dass sie insgesamt einen Nutzen für die Volksgesundheit habe.
Einen guten Überblick bietet das US-amerikanische National Cancer Institute.
2005 wurde in einer Studie der Internationalen Agentur für Krebsforschung (International Agency for Research on Cancer (IARC)) in Lyon festgestellt, dass das Risiko für Brustkrebs, Gebärmutterhalskrebs und Leberkrebs erhöht und das für Eierstock- und Gebärmutterschleimhautkrebs verringert sei.
Eine britische Langzeitstudie hingegen, die von 1968 an Daten von 46.000 Frauen untersuchte, widerlegte 2007 ein erhöhtes Risiko teilweise. Sie zeigte, dass dies nur von älteren Präparaten ausgehe. Tatsächlich sinke die Wahrscheinlichkeit, an einigen Krebsarten zu erkranken, um 12 Prozent.
Es gibt heute moderne Antibabypillen, welche weniger Östrogen enthalten. Diese haben zwar weniger Nebenwirkungen als frühere orale Kontrazeptiva, aber sie scheinen trotzdem das Risiko für die Entstehung von Brustkrebs zu erhöhen.

## Auswirkungen auf das Ökosystem
Das synthetische Östrogen Ethinylestradiol, welches in den meisten Antibabypillen enthalten ist, wird über den Urin wieder ausgeschieden. Heutige Kläranlagen können diese Chemikalien nicht entfernen, wodurch sie in den natürlichen Wasserkreislauf gelangen und letztlich u. U. wieder in das Trinkwasser. Diese Form der Umweltverschmutzung hat nachweislich Auswirkungen auf das Ökosystem. Nachgewiesen sind Effekte auf Wasserlebewesen, einschließlich Fische, Frösche und Zooplankton.
Die Feminisierung von männlichen Fischen bis hin zum Produzieren von Eiern ist ein bekannter Effekt. Auch lassen sich Veränderungen bei weiblichen und männlichen Fischen an Niere und Leber feststellen sowie eine Verlangsamung des Fortpflanzungszyklus.

## Rezeption
Die Fernsehdokumentation Macht die Pille frei? (1973) war einer der wichtigsten westdeutschen Frauendokumentarfilme der 1970er Jahre.